# كسينون نيرون (فلورينا)
كسينون نيرون (Ξινόν Νερόν) هي مدينة في فلورينا في مقاطعة فوريا إلادا في اليونان.